# Campana de flux laminar

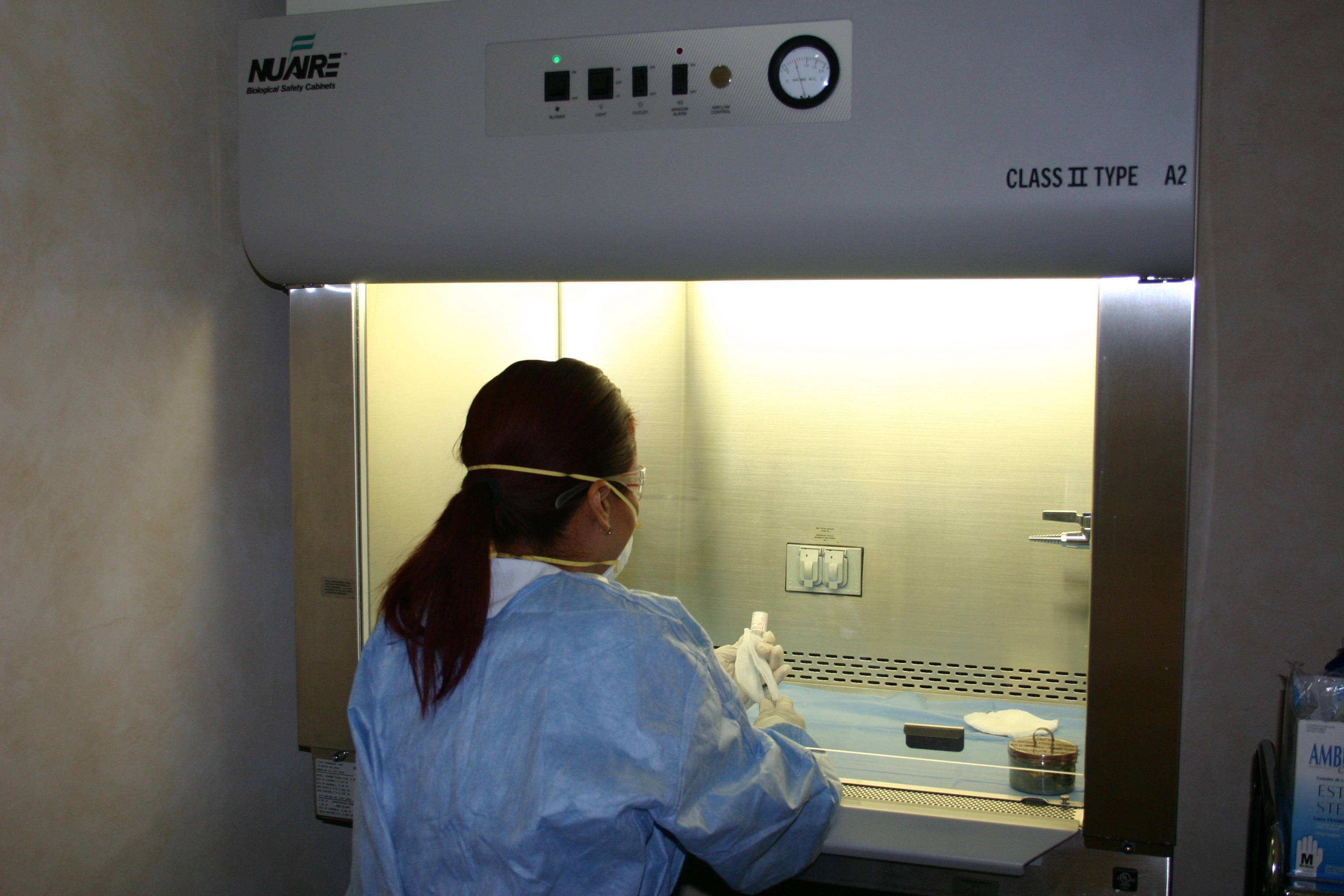
Operadora treballant en una cabina de Flux Laminar Vertical

La campana de flux laminar  és un aparell o instal·lació de laboratori que permet la manipulació d'agents bio-perillosos de manera segura i en condicions d'esterilitat. Està formada per cambra elevada i recolzada sobre potes, que allotja una lleixa de treball dins d'una cabina metàl·lica amb parets transparents on a través d'una obertura horitzontal frontal permet introduir-hi les mans i treballar-hi dins. El seu disseny i funcionament consistent en la circulació condicionada d'aire i l'ús de filtres de partícules permet treballar-hi en condicions d'esterilitat i impedir la contaminació creuada.
La campana o cabina de flux laminar proporciona un entorn de treball aïllat de la sala on està situada. És un element de biocontenció importantíssim als laboratoris d'àmbit biotecnològic i biomèdic tot i que el seu ús s'ha estès a altres sectors.
La funció pot ser la simple protecció de les mostres o productes d'interès de contaminacions externes, la protecció de l'operador i d'entorn dels agents biològics potencialment perillosos amb els que està treballant (parlem de microorganismes patògens com fongs, bacteris i virus), o la protecció de mostres, operador i medi ambient. L'esterilització de l'aire a l'interior del recinte s'aconsegueix forçant el seu pas a través de filtres HEPA (de l'anglès: High-Efficiency Particulate Air). Són filtres d'aire d'elevada eficiència de retenció de partícules de l'ordre d'1 µm segons el tipus, que garanteixen una eliminació de partícules propera al 100%.

## Campanes de flux laminar horitzontals
Aquest tipus de caputxes només serveixen per evitar la contaminació de la mostra i mantenir un ambient estèril dins la mateixa campana. No estan pensades per a treballar amb mostres bio-perilloses atès que no garanteixen la protecció de l'operador, és més, el seu disseny fa que l'aire circuli de dins a fora en direcció a l'operador a través de l'obertura frontal per on es treballa. Per tant, no són campanes de seguretat biològica, si es treballés amb agents patògens es posaria en risc l'operador i el medi ambient.
La campana de flux laminar horitzontal rep aquest nom perquè el flux d'aire té un recorregut “horitzontal” anant del darrere (on hi trobaríem els filtres d'aire) a l'obertura frontal.
Són menys cares que les campanes de flux verticals per la seva menor complexitat i s'utilitzen en activitats de laboratori on el risc per a l'operador és limitat o nul, com per exemple en la preparació de teixits vegetals per a micropropagació o en la preparar medis per al cultiu de línies cel·lulars, teixits, colònies bacterianes, etc, o preparació de tampons i solucions en condicions d'esterilitat.

## Campanes de flux laminar verticals
En general, les campanes de flux laminar vertical estan equipades amb tres filtres d'HEPA: el ventilador superior empeny l'aire a través d'un filtre principal des del qual emergeix un flux laminar en direcció a la lleixa o superfície de treball. L'aire passa a través d'aquesta lleixa d'acer perforat i és aspirat pel ventilador inferior que empeny l'aire a través d'un segon filtre a l'espai de sobre el filtre principal. El 30% de l'aire es retorna a l'exterior (després d'ésser filtrar a través d'un tercer filtre). Les campanes tenen una pantalla de vidre que permet veure l'interior per a treballar-hi còmodament i protegeix l'operador al mateix temps.

## Classificació de les campanes de seguretat biològica del flux laminar
Les campanes de seguretat biològica es troben dins el grup de campanes de flux laminar vertical i es divideixen en: campanes de tipus I, campanes de tipus II i campanes de tipus III.

### Campanes de tipus I
Les campana de tipus I proporcionen protecció a l'operador i al medi ambient, però no a la mostra amb la qual s'està treballant. L'aire no es filtra d'entrada, però si de sortida a través de filtres HEPA.
Aquestes campanes estan dissenyades per a la manipulació de microorganismes amb un risc baix-moderat, dins els grups de nivell de bioseguretat I-II (NBS-1, NBS-2 o típicament BSL-1, BSL-2; acrònims de l'anglès biosafety level I i II), excloent patògens.

### Campanes de tipus II
Les campanes de tipus II proporcionen protecció tant a l'operador i el medi ambient com a la mostra amb què es treballa, assegurant condicions d'absoluta esterilitat.
Aquest tipus de campanes estan formades per una superfície de treball d'acer inoxidable perforat, que permet l'entrada d'aire pre-filtrat a través d'un sistema de 2 filtres HEPA, col·locats en un rang proper. D'aquest tipus de campana només s'expulsa a l'exterior el 30 per cent de l'aire que hi entra, mentre que el 70 per cent restant roman dins reciclat: la funció d'aquesta fuita d'aire es crear una pressió negativa a l'interior que permeti un flux continu. L'aire entra a la campana amb un flux vertical, de manera que els microorganismes no escapen de l'ambient de treball (interior de la campana) i no contaminen l'operador (en el cas de microorganismes patògens).
Aquesta caputxa és adequada per a la manipulació de microorganismes del grup 2 (NBS-2 o BSL-2) i microorganismes del grup 3 (NBS-3 o BSL-3).

### Campanes de tipus III
Les campanes de tipus III permeten aïllar completament l'operador de la mostra que manipula i a través de barreres físiques que impedeixen l'exposició a riscos de contagi amb virus patògens de grup 4 (NBS-4 o BSL-4) com ara els virus Ebola o Marburg.
Aquestes campanes estan completament tancades i hermètiques: l'operador manipula els agents biològics utilitzant guants fixos a l'estructura de la campana, que l'aïllen completament. les campanes de classe III filtren tant l'aire entrant com l'aire sortint, utilitzant 4 filtres HEPA: l'aire entrant és esterilitzat per un filtre a la part posterior. L'aire que en surt és estèril gràcies al pas a través de 2 filtres HEPA, i s'assegura una pressió negativa sobre l'ambient intern per a evitar cap fuita d'aire no filtrat.

## Neteja i esterilització

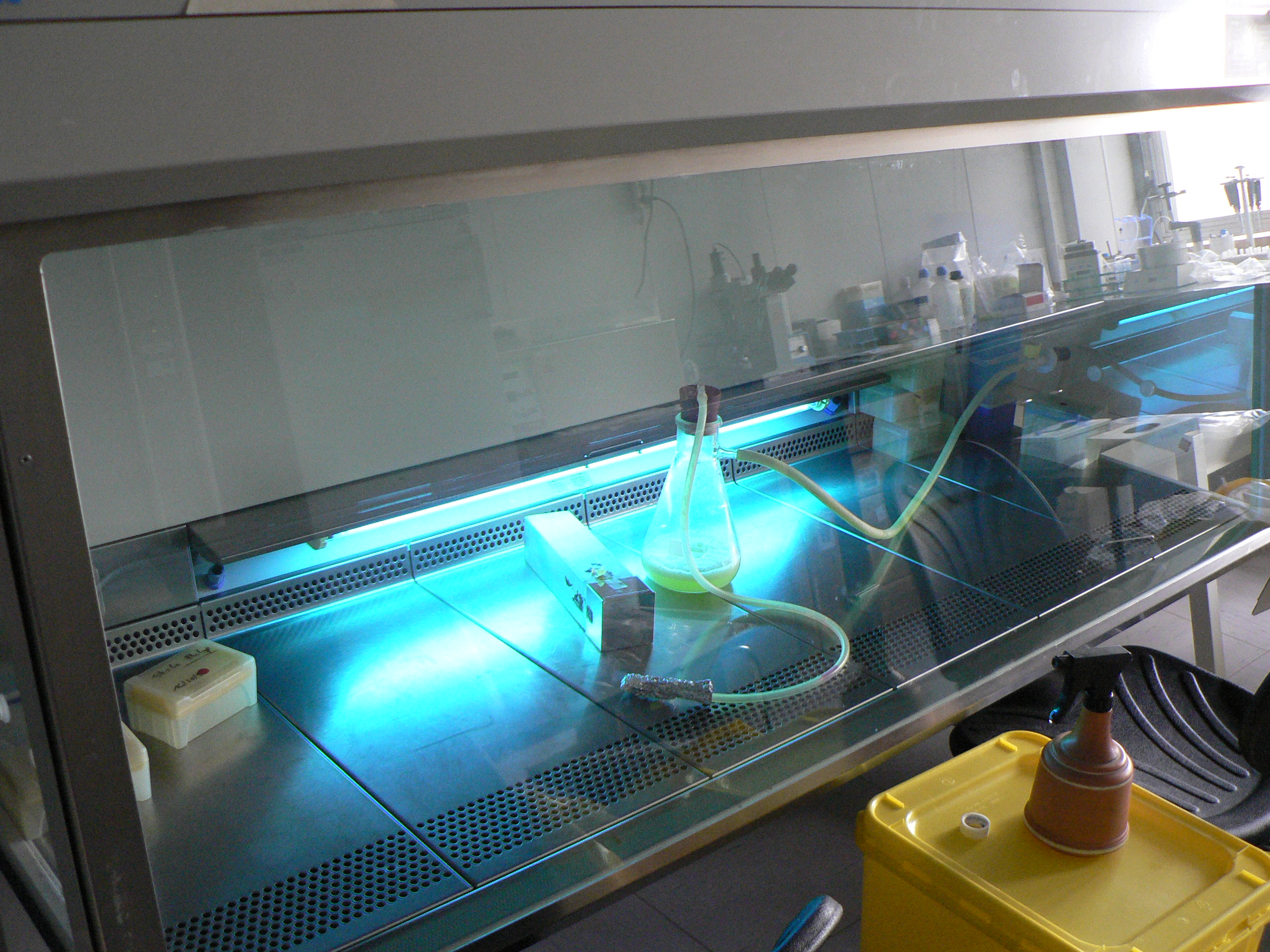
Esterilització amb llum ultraviolat de l'interior d'una campana de Flux Laminar Vertical

Malgrat les condicions d'esterilitat proporcionades pel disseny de la campana, el sistema de filtres i el flux de l'aire, cal que l'operador es faci càrrec de la neteja regular de l'interior de la campana, especialment de la superfície de treball que pot embrutar-se amb el seu ús i dels objectes que s'hi introdueixen. Un correcte protocol de neteja reduirà potencials contaminacions alienes al correcte filtrat de l'aire incident.
Normalment, abans de començar a treballar, s'encén una làmpada de llum ultraviolada (UV) que ve incorporada dins la campana durant un mínim 20 minuts o segons el que s'estableixi al procediment normalitzat de treball (PNT) del laboratori. Durant aquest temps l'interior de la campana és esterilitzat per la radiació UV.
Tots els elements que s'introdueixen dins la campana (pipetes, caixes de puntes de pipetes, gradetes, etc) han d'haver estat netejats amb alcohol al 70 per cent. Això consisteix en ruixar la superfície exterior amb aquesta solució abans d'introduir-los dins. El material que ha d'entrar en contacte directe amb el producte haurà de ser esterilitzat prèviament a l'autoclau o per irradiació (puntes de pipeta, pipetes d'un sol ús, tubs, criovials, flascons i plaques de cultiu, material de vidre, etc).
Excepte per a les campanes de classe III, l'operari també es ruixarà les mans o els guants amb alcohol al 70 per cent.
En acabat, l'operari netejarà la superfície de treball amb una solució desinfectant, tancarà l'obertura frontal i activarà el llum d'UV un altre cop per a assegurar la desinfecció per a una propera sessió.